# (39860) Aiguoxiang
1998 DY7 (asteroide 39860) é um asteroide da cintura principal. Possui uma excentricidade de 0.09397990 e uma inclinação de 6.04348º.
Este asteroide foi descoberto no dia 17 de fevereiro de 1998 por Beijing Schmidt CCD Asteroid Program em Xinglong.